# 시바카와정
시바카와정(일본어: 芝川町)은 일본 시즈오카현 동부에 위치하는 후지군의 정이다. 2010년 3월 23일에 후지노미야시에 편입되었다.

## 역사
- 1957년 3월 31일 - 도미하라촌과 유노촌이 합병해 시바카와정이 성립하였다.
- 2010년 3월 23일 - 후지노미야시에 편입되었다.

## 교통

### 철도
- 도카이 여객철도 미노부선

### 도로
- 국도 52호선
- 국도 469호선